# Jimmy Hoffa (Film)
Jimmy Hoffa ist ein biografischer Film aus dem Jahr 1992 über den amerikanischen „Teamsters“-Gewerkschaftsführer Jimmy Hoffa (1913–1975).

## Inhalt
Der Film schildert im Wesentlichen die Biografie des umstrittenen amerikanischen Gewerkschaftsführers Jimmy Hoffa: Der größte Teil wird in Rückblenden erzählt. Hoffa beginnt 1935 die Arbeiterschaft der Truckerfahrer gewerkschaftlich zu organisieren. Dabei nutzt Hoffa die Verbindung seiner rechten Hand Ciaro zur italienischen Mafia. Der Boss Carol („Dally“) D'Allesandro, wird engster Verbündeter Hoffas und hilft ihm bei der Durchführung von Streiks.
James R. Hoffa steigt zum Vorsitzenden der International Brotherhood of Teamsters auf. Vor einem Untersuchungsausschuss des Kongresses wird er unter anderem von Robert F. Kennedy befragt. Zwischen Robert Kennedy und Hoffa entsteht eine tiefe Feindschaft, die durch die Wahl John F. Kennedys zum Präsidenten der USA verstärkt wird. Robert wird unter seinem Bruder US-Justizminister.
Hoffa gerät später mit dem Boss D'Allesandro in Streit und fordert ihn auf, einen Konkurrenten um den Vorsitz der Gewerkschaftsführung beseitigen zu lassen. Er droht D'Allesandro auch damit, zur Presse zu gehen. Dieser beruhigt Hoffa und verabredet sich mit ihm an einem abgelegenen Restaurant an einer Schnellstraße. Am nächsten Tag wartet Hoffa dort; D'Allesandro taucht jedoch nicht auf. Hoffa und Ciaro werden vor einem Schnellrestaurant ermordet und ihre Leichen werden von einem Team von Gangstern abtransportiert.

## Kritiken
Auf der Website Rotten Tomatoes, die Kritiken auswertet, hat dieser Film eine positive Rate von 52 % (basierend auf 25 Kritiken).
Roger Ebert lobte in der Chicago Sun-Times vom 25. Dezember 1992 die Darstellung von Jack Nicholson als Jimmy Hoffa sowie die Regie von Danny de Vito, den er als einen „vollwertigen Filmemacher“ („genuine filmmaker“) bezeichnete.

„Zwar unterschlägt der mit einer historisch unbelegbaren Rahmenhandlung versehene Film die Fakten nicht, verfährt mit ihnen aber nach eigener Willkür, so daß die Figur Hoffas eine pauschale Glorifizierung erfährt. Filmisch geschäftig-aufwendig mit waghalsigen Kamerafahrten und ausgetüftelten Szenenübergängen akribisch inszeniert, aber ohne dramatisches Feuer, das die hintergrundlose Figur zum Leben erwecken könnte.“

## Auszeichnungen
Der Film wurde 1993 für die Kameraarbeit (Stephen H. Burum) und für das Make-up (Ve Neill, Greg Cannom und John Blake) für den Oscar nominiert. Jack Nicholson wurde einerseits 1993 für den Golden Globe andererseits für die Goldene Himbeere für den schlechtesten Schauspieler für das Filmjahr 1992 nominiert.
Stephen H. Burum gewann 1993 den American Society of Cinematographers Award. Der Film gewann 1992 den Political Film Society Award (in der Kategorie: Political Film Society Award für Exposé).